# Charles Harouys
Pour les autres membres de la famille, voir Famille de Harouys.
Charles (de) Harouys (né vers 1550 à Carquefou − mort en septembre ou octobre 1612 à Nantes), écuyer, seigneur de Lespinay, de la Rivière (à Couëron), de la Seilleraye (à Carquefou), est un juriste et un dignitaire français de Bretagne, adversaire de la Ligue pendant les guerres de Religion, maire de Nantes de 1588 à 1589 et de 1598 à 1599.
Il fait partie d'une dynastie municipale nantaise, puisque son père, Guillaume, deux de ses fils, Louis et Jean, et un de ses gendres, Pierre Bernard, ont aussi été maires de Nantes.

## Biographie
Charles Harouys est le fils de Guillaume Harouys, seigneur de la Seilleraye, maire de Nantes en 1571, et d’Anne Dupin, dame de Saint-Michel en Touraine (actuellement en Indre-et-Loire).
Docteur en droit, il devient, à la suite de son père, greffier en chef au parlement de Bretagne, puis conseiller au parlement entre 1573 et 1580, puis sénéchal de Nantes de 1583 à 1587, conseiller du Roi et président du présidial de Nantes. 

### Maire de Nantes, premier mandat (1588-1589)
Il est élu le 28 décembre 1587 et installé le 4 janvier 1588. Il est réélu le 28 décembre 1588. Le sous-maire est Jean Fourché (maire en 1597-1598).
Le mandat de Charles Harouys se situe dans une période politique troublée, celle de la radicalisation du conflit entre la Ligue et le pouvoir royal, avec l'assassinat du duc de Guise (1588) et la perspective de l'avènement du protestant Henri de Navarre.
Le duc de Mercœur, un des chefs du parti catholique, est gouverneur de Bretagne depuis 1582, installé au château de Nantes. Très indépendant vis-à-vis du pouvoir royal, il entre en sécession ouverte durant l'année 1589, avec le soutien de la masse de la population de Nantes.

### L'arrestation et l'incarcération de Charles Harouys (1589-1591)
Il se trouve en position délicate, étant sur des positions loyalistes.
Le 7 avril 1589, il est arrêté par des hommes du duc de Mercœur et incarcéré dans la prison du château.
Il reste deux ans en prison ; il est libéré après paiement d’une somme de 3 000 écus. Durant cette période, ses biens ont subi des atteintes graves, évaluées par la suite à 8000 écus, qu’un jugement condamnera la ville de Nantes et la famille Mercœur à lui rembourser. En 1619, Louis XIII demandera aux États de Bretagne de payer 3 000 écus à sa famille en récompense de son dévouement à la cause royale.

### Maire de Nantes: second mandat (1598-1599)
Nantes est la dernière grande ville ligueuse à reconnaître l'autorité d'Henri IV. C'est donc là que s'achève la dernière campagne militaire des guerres de religion, avec la reddition de la ville, négociée par Jean Fourché, et la signature de l'édit de Nantes (fin avril 1598).
À l'occasion de son séjour à Nantes, le roi établit une nouvelle procédure pour la mairie de Nantes : il choisira le maire dans une liste de trois personnes et les 6 échevins dans une liste de 18 personnes, le changement étant fixé au 1er mai.
Une assemblée des principaux notables a lieu le 26 avril. Les trois candidats proposés au roi sont : Charles Harouys (à l’unanimité), le procureur du roi, de la Bouexière, et le sénéchal de Nantes. Le 27, Henri IV désigne Charles Harouys comme maire ; ce dernier entre en fonctions le 1er mai 1598. Le sous-maire est Pierre Blanchet, conseiller au présidial ; le procureur syndic : Guillaume Dachon ; le miseur : Jacques Merceron.

### Postérité
Il se marie avec Françoise de Lesrat, dame du Bourgnouveau, fille de Guillaume de Lesrat, maire d’Angers (1547), veuve de Guillaume Le Maire, sénéchal de Nantes. De ce mariage, naîtront 4 enfants :  
- Charles (prêtre) ;
- Louis de Harouys (1583-1656), maire de Nantes ;
- Jean de Harouys (né en 1588), maire de Nantes ;
- Françoise, épouse de Pierre Bernard de La Turmelière.

Petits-enfants (enfants de Louis Harouys) : 
- Guillaume de Harouys, seigneur de la Seilleraye, fils de Louis de Harouys, né le 11 décembre 1618[5], est chevalier, trésorier des États de Bretagne.

À Carquefou, il fait construire l'actuel château de la Seilleraye en 1671 (architecte : Delahaye, sur un plan de François Mansart). Il y reçoit à plusieurs reprises Madame de Sévigné, qui évoque les lieux dans sa correspondance.
Toujours à Carquefou, on lui attribue également la construction de l'actuel château de l'Épinay (ou Lespinay) (architecte : François Mansart), généralement daté de 1650.
En 1687, il est emprisonné pour dilapidation dans sa charge de trésorier, sans malversations. Il semblerait que le montant des sommes en jeu ait été de 5 millions de livres.
Il meurt en 1699 à la Bastille ;
- Nicolas : entre dans l'ordre des Jésuites et devient supérieur de la maison des Jésuites de Nantes) ;
- Louis : devient aussi Jésuite ;
- Louise : épouse de Jean-Baptiste de Becdelièvre, transmet l'ensemble des propriétés des Harouys à ses descendants.